# Кронос (процессор)
Кронос — семейство 32-разрядных процессоров, которые были предназначены для создания микро- и мини-ЭВМ. Архитектура процессоров Кронос ориентирована на поддержку языков программирования высокого уровня (ANSI C, Модула-2, Occam и т. п.), что позволяло реализовать новейшие концепции в области создания программного обеспечения и использования ЭВМ.
Проект «Кронос» начат как проект студентов мехмата и физфака НГУ (научный руководитель: А.П. Ершов).
Семейство процессоров Кронос было разработано в новосибирском Вычислительном центре СО АН СССР в рамках проекта МАРС (Модульные асинхронные развиваемые системы) во второй половине 1980-х годов исследовательской группой Kronos («Kronos research group») временного научно-технического коллектива «Старт». Руководитель — Вадим Евгеньевич Котов, ведущие разработчики — Дмитрий Николаевич Кузнецов, Алексей Евгеньевич Недоря, Евгений Викторович Тарасов, Владимир Эдуардович Филиппов. В 1990 году на базе ВНТК «Старт» был образован Институт систем информатики имени Ершова СО РАН.
Процессоры Кронос выпускались опытными партиями в основном для целей построения инструментальных машин для создания и отладки ПО. Основное применение нашли процессоры Кронос 2.6 при мелкосерийном производстве рабочей станции Кронос-2.6WS. Первый образец этой рабочей станции был показан на выставке «Наука-88» в Москве в 1988 году. Рабочие станции Кронос-2.6WS нашли применение как инструментальные ЭВМ на ряде предприятий военно-промышленного комплекса СССР, в частности, использовались для создания бортового программного обеспечения для спутников в Научно-производственном объединении прикладной механики имени Решетнёва (Красноярск-26).
В настоящее время образцы рабочей станции Кронос-2.6WS сохранились в Музее науки в Лондоне, в Политехническом музее в Москве, в музее Сибирского отделения Российской академии наук в Новосибирске, в Новосибирском государственном университете и в Институте систем информатики имени Ершова в Новосибирске.

Демонстрация работы ОС Excelsior

ЭВМ с процессорами Кронос 2.2, Кронос 2.5 и Кронос 2.6 работали под управлением операционной системы Excelsior, предназначенной для решения широкого круга задач. В основе системы команд процессоров Кронос была система команд компьютера Lilith, разработанного в Швейцарской высшей технической школе Цюриха профессором Никлаусом Виртом. Стековая архитектура процессоров, схожих с Lillith, в дальнейшем повлияла на систему команд и архитектуру виртуальной машины Java. При создании ОС Excelsior разработчики руководствовались следующими принципами:
- открытость системы;
- модульность;
- интегрируемость результатов;
- удобство интерфейса.